# Trisetum curvisetum
Trisetum curvisetum är en gräsart som beskrevs av Morden och Valdés-reyna. Trisetum curvisetum ingår i släktet glanshavren, och familjen gräs. Inga underarter finns listade i Catalogue of Life.